# Hydrobiosella aorere
Hydrobiosella aorere là một loài Trichoptera trong họ Philopotamidae. Chúng phân bố ở miền Australasia.